# Aylin Manço
Œuvres principales
- La Dernière Marée, 2019
- Ogresse, 2020

Aylin Manço est une écrivaine et traductrice belge, née en 1991. Elle vit actuellement à Bruxelles en Belgique.
Son roman Ogresse a reçu le prix Libbylit 2021, prix décerné par l'IBBY, dans la catégorie meilleur roman belge.

## Biographie
Aylin Manço est née en 1991. Son père est d'origine turque. Elle part vivre en France en 2012 où elle fait des études d'ingénieur,, puis travaille dans une start-up à Bruxelles. Par la suite, elle entre au Master de Création Littéraire de l'Université Le Havre Normandie, et de l'école supérieure d'art et design du Havre, où elle a étudié sous la direction de Clémentine Beauvais.
En 2018, elle est lauréate du Prix du jeune écrivain de langue française pour sa nouvelle Les noms d’oiseaux, ainsi que du concours « Émergences », organisé par La Charte des auteurs et des illustrateurs jeunesse, avec sa nouvelle Loubna s’en va.
Son premier roman, La Dernière Marée, chez Talents Hauts, est publié en 2019. Selon la critique de Télérama : « L’auteure multiplie les signes tout en brouillant les repères. Le charme puissant du livre vient ainsi de son ambiguïté, de son souffle retenu, de sa lumière sombre. La lecture intrigue sans que jamais on sache où conduit le récit. »
 

Aylin Manço indique à la sortie de l'ouvrage : 

« On a tous une part adolescente en nous. L’adolescence, c’est la période où se crée une fêlure qui ne se répare jamais. La littérature jeunesse s’adresse à toutes ces fêlures. Ce qui me plaît, c’est la possibilité de jouer sur différents registres. La Dernière Marée relève, à la fois, de la littérature intime et du fantastique. »

Son deuxième roman, Ogresse, est publié en février 2020. Il traite « des violences familiales physiques et psychologiques », entre une mère et sa fille. L'avis critique du site Ricochet indique : « L’ouvrage propose un discours déchirant sur la culpabilité que peuvent ressentir les victimes d’abus, qui ne peuvent sortir de l’état hypnotique dans lequel elles sont plongées que grâce à une aide extérieure. (...) L’histoire présente également avec brio les troubles qui marquent l’adolescence (...). On pourrait alors penser que ce roman surfe sur une vague et manque d’originalité, mais on aurait bien tort : il tape dans le mille en se montrant touchant, violent, captivant et passionnant, tellement riche dans la variété des thèmes qu’il aborde ». Selon l'avis de lecture de La Revue des livres pour enfants du Centre National de Littérature pour la Jeunesse (CNLJ) : « La nouvelle œuvre d'une jeune auteure prometteuse, belge tendance surréaliste, reste en mémoire quasi olfactivement, comme un cauchemar éveillé tout empreint d'une sensorialité exacerbée. ». Michel Abescat, dans sa critique de l'ouvrage dans Télérama, écrit : « Aylin Manço signe un roman qu’on lit à perdre haleine, et dont on sort déstabilisé et accro ». Le roman est lauréat du prix Libbylit 2021, prix décerné par l'IBBY, dans la catégorie meilleur roman belge,.
Elle écrit une « Tribune » dans le journal Libération en décembre 2020, à propos de sa grand-mère vivant en Turquie.

## Œuvre

### Romans pour adolescents
- Les éblouis, Paris, Éditions_Sarbacane, coll. « Exprim' », 2022, 400 p. (ISBN 978-2-37731-853-7)
- La Dernière Marée, Vincennes, Éditions Talents Hauts, 2019, 210 p. (ISBN 978-2-36266-265-2)[11]
- Ogresse, Paris, Éditions_Sarbacane, coll. « Exprim' », 2020, 274 p. (ISBN 978-2-37731-375-4)[15],[16],[17]

### Traductions
Depuis l'anglais vers le français.
- En apnée[19], Meg Grehan, Éditions Talents Hauts, 2020, 160 p. (ISBN 978-2-36266-354-3).
- Assoiffés, Tracy Wolff, Pocket Jeunesse, 2020, 570 p. (ISBN 978-2-266-31509-8).
- Amelia Westlake n'existe pas, Erin Gough, éditions Nathan, 2021, 366 p. (ISBN 978-2-09-259521-3).
- Foudroyés, Tracy Wolff, Pocket Jeunesse, 2022, 637 p. (ISBN 978-2-266-31612-5).
- Prisonniers, Tracy Wolff, Pocket Jeunesse, 2022, 288 p. (ISBN 978-2-266-32858-6).
- Une vie avant la mienne, Safia Elhillo, Bayard Jeunesse, 2023, 240 p. (ISBN 979-1-036-34068-0).

## Prix et distinctions
- 2018 : 
  - Prix du jeune écrivain de langue française[7] pour Les noms d'oiseaux
  - Lauréate du concours « Émergences » organisé par La Charte des auteurs et des illustrateurs jeunesse[8]  pour Loubna s'en va
- 2020 : 
  - Sélection Prix UNICEF de littérature jeunesse[20] pour La Dernière Marée
  - Sélection « Pépites » du Salon du livre et de la presse jeunesse[21] pour Ogresse
- 2021 : 
  - Prix Libbylit, prix organisé par l'IBBY, catégorie meilleur roman belge[2],[18] pour Ogresse
  - Sélection Prix Sorcières[22] pour Ogresse
  - Sélection prix littéraire de La Voix des Blogs[23] pour Ogresse
- 2022 : Sélection Prix Farniente[14] pour Ogresse